# 東覚寺 (葛飾区)
東覚寺（とうがくじ）は、東京都葛飾区にある真言宗豊山派の寺院。新四国四箇領八十八箇所霊場第25番札所。

## 歴史
1617年（元和3年）、法印慶雄の開基である。前年に寂した願音房を開山として創建した
近くの細田神社の別当寺であった。
寺宝として「紙本着色十王図」があり、葛飾区の文化財に指定されている。2012年（平成24年）に修復され、一般公開された。

## 交通アクセス
- 京成高砂駅より徒歩14分（経路案内）。